# Just Jaeckin

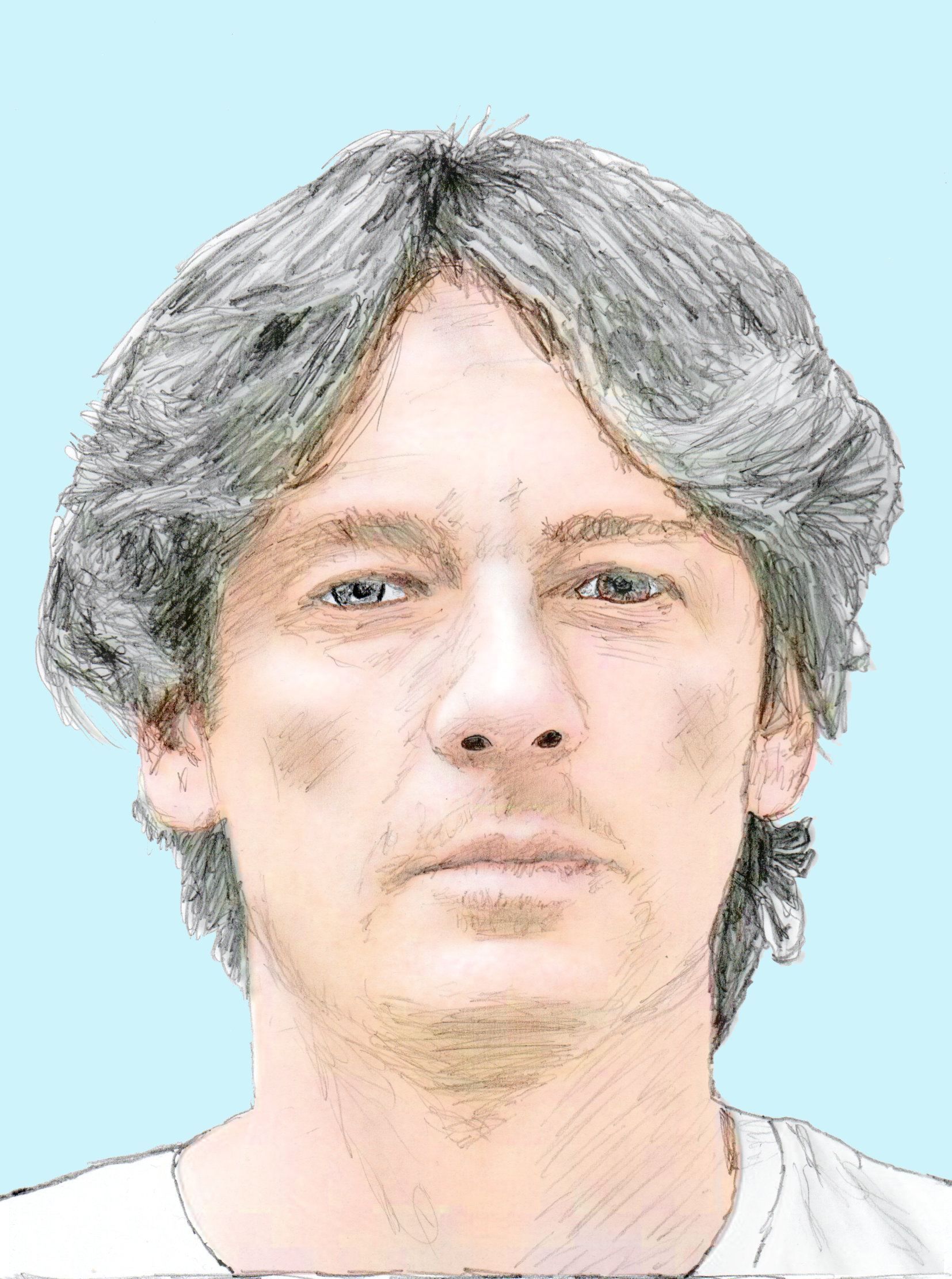
Just Jaeckin

Just Jaeckin (* 8. August 1940 in Vichy, Département Allier; † 6. September 2022 in Saint-Malo, Département Ille-et-Vilaine) war ein französischer Filmregisseur und Modefotograf. Bekannt wurde er vor allem durch seinen ersten Film, den Erotikfilm Emmanuelle.

## Leben
Just Jaeckin war der Sohn eines Niederländers und einer Engländerin. Er studierte Architektur und arbeitete zunächst als Modefotograf für die Zeitschriften Vogue, Elle und Harper’s Bazaar und wurde später Art-Director von Marie Claire.
Im Jahr 1974 drehte er seinen ersten Spielfilm, Emanuelle, nach einem autobiografischen erotischen Roman von Emmanuelle Arsan. Der Film erlebte einen enormen Zuspruch beim Kinopublikum zahlreicher Länder, machte die Hauptdarstellerin, die niederländische Schauspielerin Sylvia Kristel, gleichsam über Nacht international bekannt und wurde zum Vorbild vieler weiterer europäischer Erotikfilme.
Jaeckins nächster Film, Die Geschichte der O (1975) nach dem gleichnamigen Roman von Pauline Réage, löste in Frankreich eine Zensurdebatte aus, die eine hohe Besteuerung erotischer Filme zur Folge hatte. In Großbritannien blieb der Film bis zum Jahr 2000 verboten. 
Neben weniger erfolgreichen Filmen drehte Jaeckin 1981 Lady Chatterley nach einem weiteren Klassiker der erotischen Literatur, wobei er erneut auf Sylvia Kristel als Hauptdarstellerin zurückgriff.
Sein letzter 1984 veröffentlichter Spielfilm basiert auf Bondage-Comics von John Willie, die unter dem Titel  Gwendoline erschienen. Die Hauptrolle spielte Tawny Kitaen, François Schuiten arbeitete als Grafikdesigner mit. 
Danach war Jaeckin wieder vor allem als Modefotograf tätig. Außerdem betrieb er mit seiner Ehefrau in Paris eine Kunstgalerie, in der er auch eigene Skulpturen ausstellte.
Jaeckin lebte zuletzt in Saint-Briac-sur-Mer. Er starb im September 2022 in einem Krankenhaus in Saint-Malo an den Folgen einer Krebserkrankung.

## Stil
Jaeckins Filme sind von seiner Vergangenheit als Modefotograf stark beeinflusst, es dominieren perfekt ausgeleuchtete Bilder einer glitzernden Konsumwelt. Der Filmdienst meinte hierzu:

„Just Jaeckins Filme kommen in einer luxuriösen Glanzverpackung daher, die Kunst vorspiegelt, obwohl es sich bestenfalls um kitschiges Kunstgewerbe im ‚Vogue‘- und ‚Playboy‘-Look handelt.“

## Filmografie (Auswahl)
- 1974: Emanuela (Emmanuelle)
- 1975: Die Geschichte der O (Histoire d’O)
- 1977: Madame Claude und ihre Gazellen (Madame Claude)
- 1978: Der letzte romantische Liebhaber (Le dernier amant romantique)
- 1979: Collections privées
- 1980: Girls – Die kleinen Aufreisserinnen (Girls)
- 1981: Lady Chatterleys Liebhaber (Lady Chatterley’s Lover)
- 1984: Gwendoline